# Eppenberg (Hohenau)
Eppenberg ist ein Dorf, der zur Gemeinde Hohenau im niederbayerischen Landkreis Freyung-Grafenau gehört. 

## Lage
Eppenberg liegt in Südhanglage zwischen Hohenau und Ringelai im Bayerischen Wald. Die Nachbarorte sind Hundswinkel, Saulorn, Bucheck, Buchberg, Wolfersreut und Haag. Mittelpunkt des Dorfes ist eine von den Anwohnern errichtete Kapelle, die dem Hl. Johannes geweiht ist.

## Geschichte
Eppenberg wurde erstmals um 1390 urkundlich erwähnt und taucht als "eben am Berg" in Zusammenhang mit dem Herrschaftsgeschlechts der Puchberger zu Wildenstein auf, deren Burgstall im Nachbarort Buchberg lag.
Das bayerische Urkataster zeigt in den 1810er Jahren in Eppenberg zwei Vierseithöfe mit Ställen und Wirtschaftsgebäuden. Im Laufe des 19. Jahrhunderts scheinen die beiden Höfe zusammengelegt worden zu sein,
und ein Teil der Wirtschaftsgebäude wurde abgebrochen. Erst in der Zeit des Nationalsozialismus entstand ca. 140 m östlich wieder ein zweiter Hof, der ab 1942 in den Kartenwerken auftaucht. Erst Ende der 1960er Jahre setzte eine weitere Bautätigkeit ein und die Kapelle ist seit 1972 kartiert.
Im Zuge der Gebietsreform wurde mit Wirkung zum 1. April 1971 die ehemalige Gemeinde Wasching aufgelöst, zu der Eppenberg bis dahin gehörte. Der Ortsteil wurde daraufhin in die Gemeinde Hohenau eingegliedert.
Heute (2020) gibt es in der Ortschaft 17 Anwesen. Ein Bauernhaus und die Kapelle stehen unter Denkmalschutz. siehe auch: Liste der Baudenkmale in Eppenberg

## Regelmäßige Veranstaltungen
- Maibaumaufstellen
- Johannisfest am 24. Juni mit Johannisfeuer/Sonnwendfeuer (veranstaltet von der Dorfgemeinschaft und den Maltesern)[1]
- Wolfaustreiben
- Ratschen
- Wasservogelsingen